# Aneilema mortonii
Aneilema mortonii är en himmelsblomsväxtart som beskrevs av John Patrick Micklethwait Brenan. Aneilema mortonii ingår i släktet Aneilema och familjen himmelsblomsväxter. IUCN kategoriserar arten globalt som otillräckligt studerad. Inga underarter finns listade.